# Марль (Эна)
Марль (фр. Marle) — коммуна на севере Франции, регион О-де-Франс, департамент Эна, округ Лан, центр одноименного кантона. Расположена в 21 км к северо-востоку от Лана и в 42 км к востоку от Сен-Кантена, на национальной автомагистрали N2. Через территорию коммуны протекают реки Сер и Вильпьон. В 1 км к северу от центра коммуны находится железнодорожная станция Марль-сюр-Сер линии Ла-Плен―Ирсон.
Население (2018) — 2 252 человека.

## Достопримечательности
- Музей Средневековья с реконструированной деревней периода Меровингов
- Готическая церковь Нотр-Дам
- Шато Марль XII века

## Экономика
Структура занятости населения:
- сельское хозяйство — 1,8 %
- промышленность — 32,4 %
- строительство — 3,7 %
- торговля, транспорт и сфера услуг — 34,2  %
- государственные и муниципальные службы — 28,0 %

Уровень безработицы (2017) — 26,5 % (Франция в целом — 13,4 %, департамент Эна — 17,8 %). 

Среднегодовой доход на 1 человека, евро (2018) — 17 710 (Франция в целом — 21 730, департамент Эна — 19 690).

## Демография
Динамика численности населения, чел.

## Администрация
Пост мэра Марля с 2021 года занимает Доминик Годбий (Dominique Godbille). На муниципальных выборах 2020 года в 1-м туре победил список во главе с Жаном-Люком Пертеном (Jean-Luc Pertin), получивший 56,99 % голосов. Из-за разногласий в составе новой администрации в феврале 2021 года Пертен подал в отставку, и новым мэром был избран Доминик Годбий.
| Период | Период | Фамилия        | Партия                               | Примечания                                                     |
| ------ | ------ | -------------- | ------------------------------------ | -------------------------------------------------------------- |
| 1965   | 1977   | Поль Брюсель   | Разные правые                        |                                                                |
| 1977   | 1983   | Пьер Турон     | Объединённая социалистическая партия | врач                                                           |
| 1983   | 2001   | Ив Додиньи     | Социалистическая партия              | профессор, президент Генерального совета департамента, сенатор |
| 2001   | 2020   | Жак Сервен     | Социалистическая партия              | финансовый аналитик                                            |
| 2020   | 2021   | Жан-Люк Пертен |                                      |                                                                |
| 2021   |        | Доминик Годбий |                                      |                                                                |

## Города-побратимы
- Велико-Трговишче, Хорватия
- Аймут, Шотландия

## Галерея

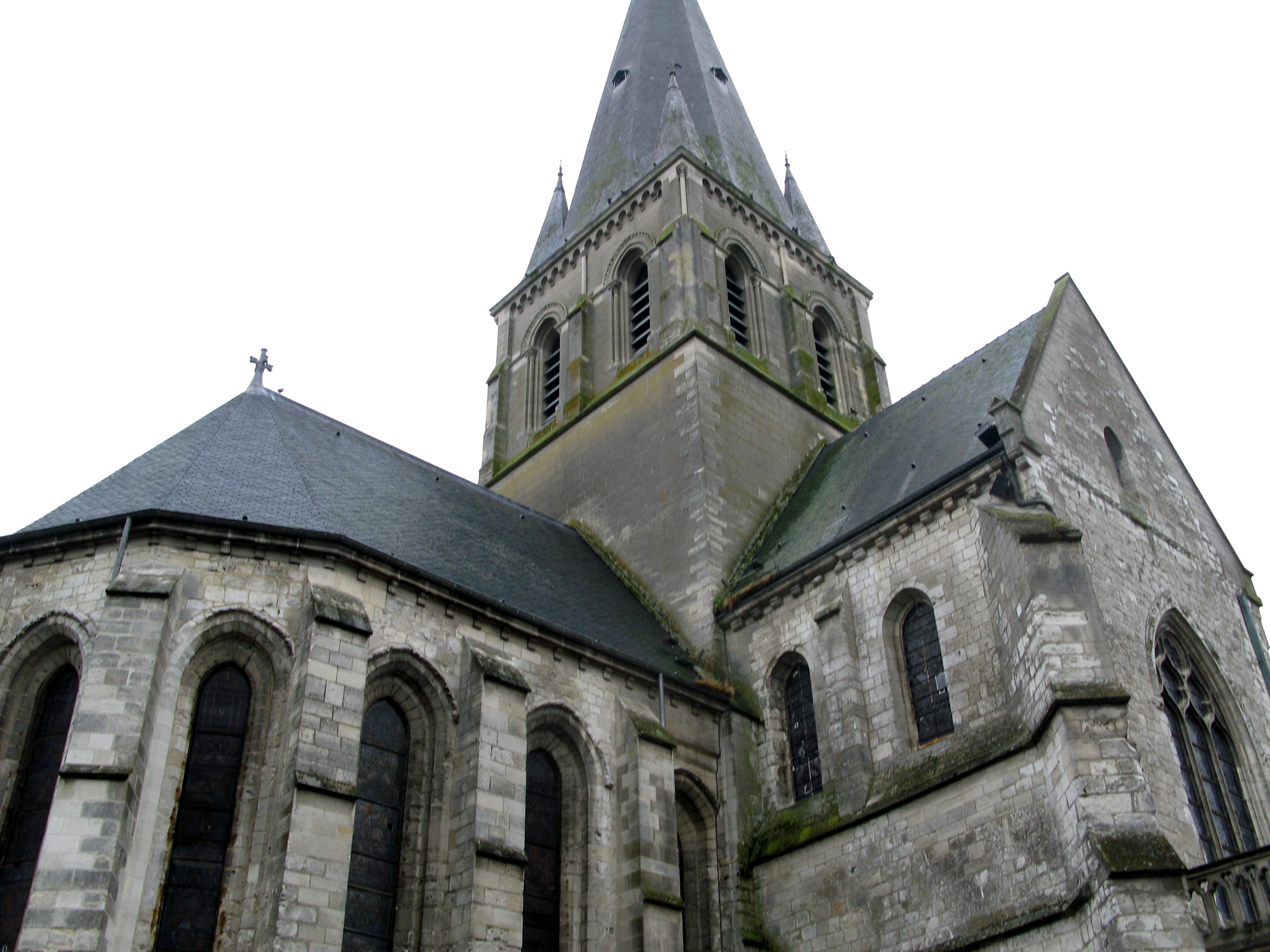
Церковь Нотр-Дам
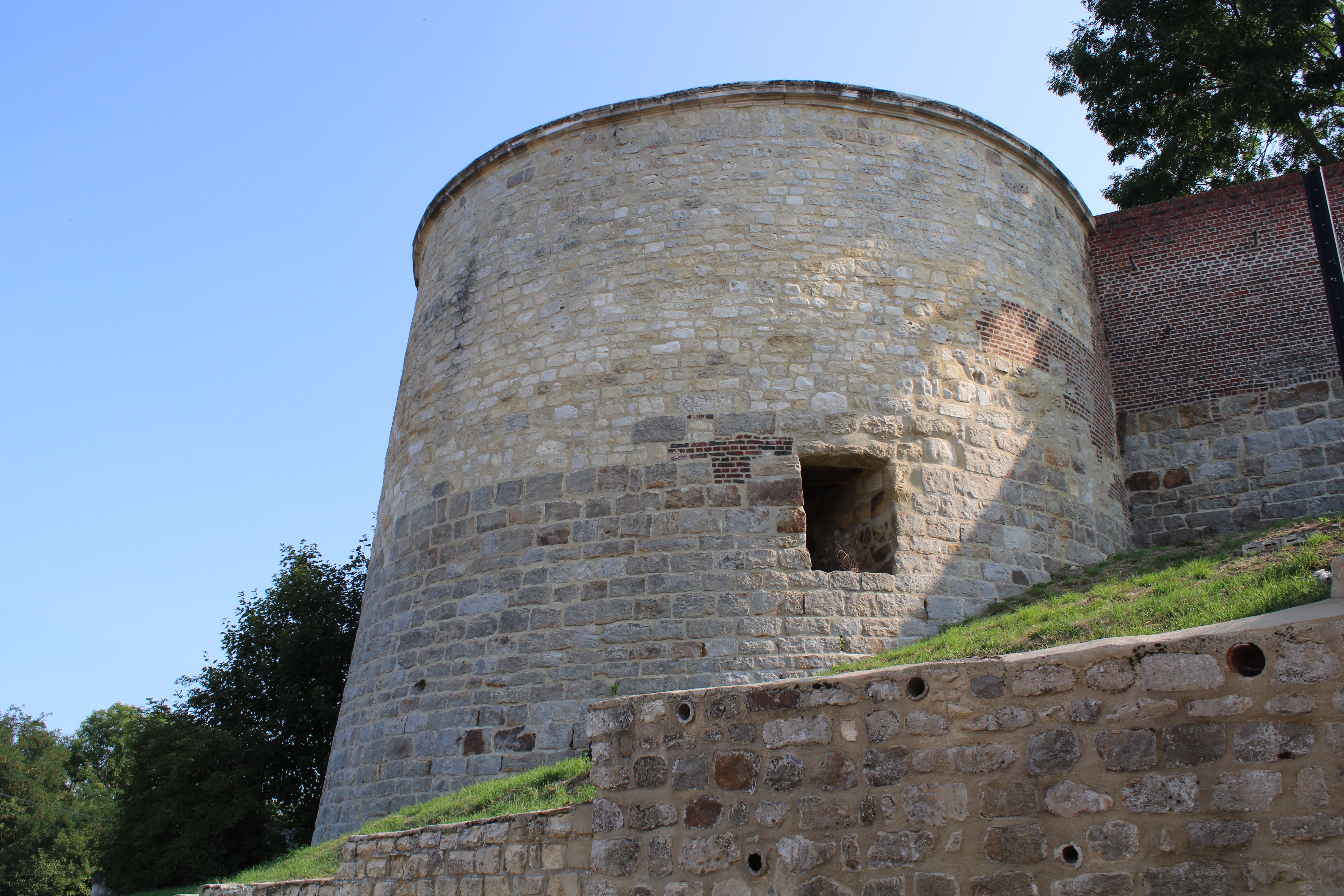
Башня Мют, часть стены шато Марль
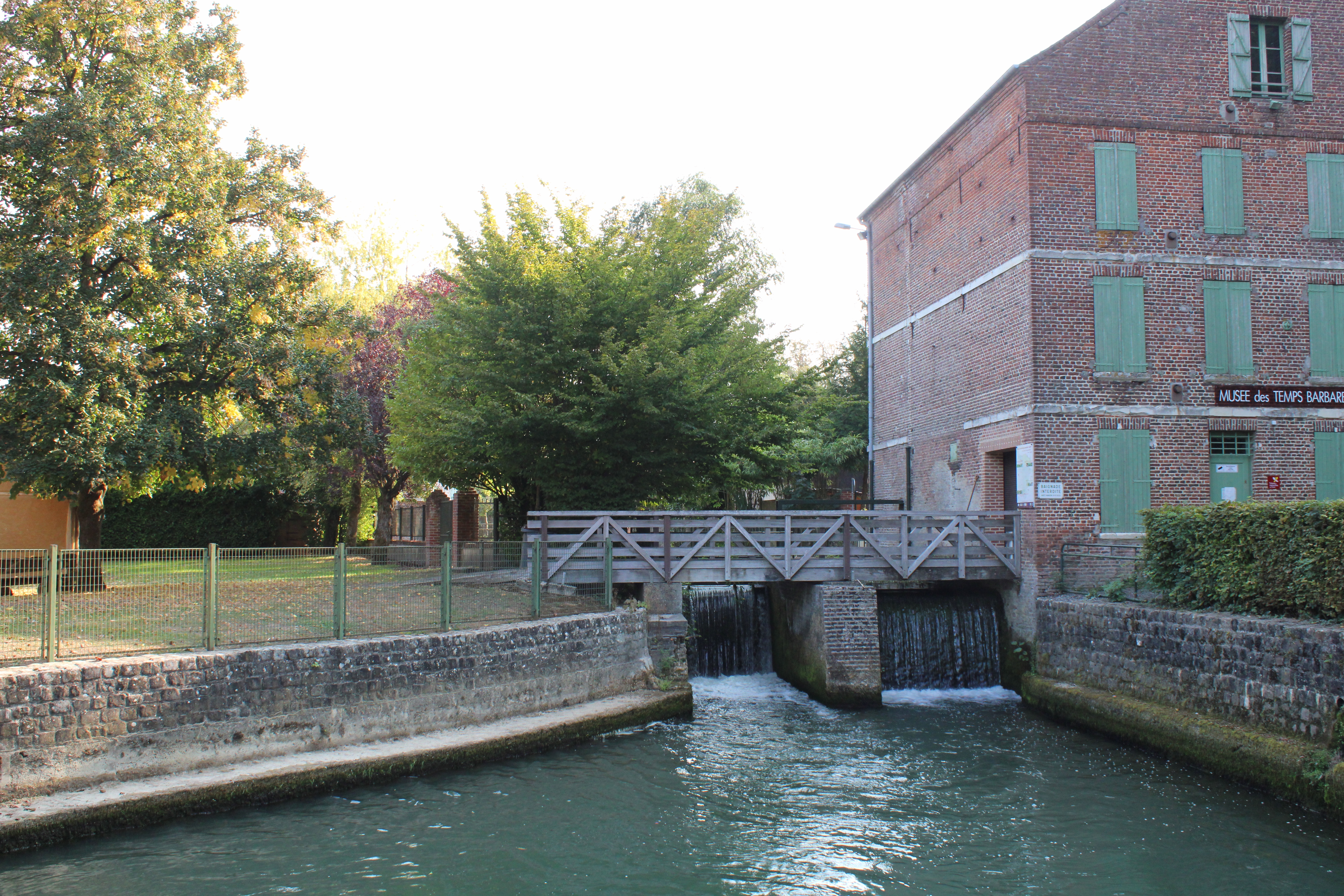
Музей Средневековья в здании бывшей водяной мельницы

1. 1 2  база данных о французских коммунах — Национальный географический институт Франции, 2015.